# Sigismund Seidl
Sigismund Seidl (Neumarkt in Steiermark, 15 april 1950) is een Oostenrijks dirigent en fluitist.

## Levensloop
Seidl raakte al in zijn jonge jaren met muziek bekend, omdat zijn vader dirigent was van het Blasorchester Neumarkt-St. Marein. In dit harmonieorkest speelde Sigismund Seidl dwarsfluit en piccolo. In 1967 treedt hij vrijwillig toe tot het leger bij het jagersbataljon 18 in Zeltweg. Van daaruit werd hij overgeplaatst naar de Militärmusik Steiermark. Onder de kapelmeesters Rudolf Bodingbauer en Alois Krall was hij vier jaar als fluitist en klarinettist werkzaam. In deze tijd studeerde hij ook aan de Universität für Musik und darstellende Kunst te Graz dwarsfluit bij Gottfried Hechtl en orkestdirectie bij Milan Horvat, waar hij in 1975 afstudeerde. Aansluitend was hij docent dwarsfluit aan de Landesmusikschule der Steiermark in Graz en aan de Bundeserziehungsanstalt Liebenau.
In 1977 behaalde hij in Wenen het diploma als Militairkapelmeester. Op 1 juni 1978 begon hij bij de Militärmusik des Militärkommandos Niederösterreich en bleef in deze functie tot 14 april 1980. Vanaf 15 april 1980 is hij dirigent van de Militärmusik des Militärkommandos Kärnten. Aanvankelijk studeerde hij nog bij Sergiu Celibidache orkestdirectie. Zijn bijzondere liefde zijn de oorspronkelijke werken voor harmonieorkest.
Seidl is een veelgevraagd jurylid bij concoursen, onder andere was hij ook jurylid bij het Wereld Muziek Concours te Kerkrade. Hij is bestuurslid van de World Association for Symphonie Bands and Ensembles (W.A.S.B.E.) en van het vak-gremium dirigenten van de Conféderation International des Sociétés Musicales (CISM).
Seidl is sinds 1999 hoofd van de dirigenten-cursussen voor harmonieorkesten aan het Kärntner Landeskonservatorium in Klagenfurt. In het Österreichischer Blasmusikverband is hij tweede Bundeskapellmeister.
- Gemeinsame Normdatei: 134519019
- Virtual International Authority File: 79655882
- WorldCat: E39PBJk4GV4HDmdC4KMy7WKDbd